# Klara Czop-Umlauf
Klara Czop-Umlauf (ur. 25 sierpnia 1872 w Dobromilu, zm. 28 września 1924 w Krakowie) – polska pianistka, akompaniatorka, kameralistka, pedagog.

## Życiorys
Pochodziła z rodziny żydowskiej, jej rodzicami byli Markus i Sara. Przy urodzeniu otrzymała imiona Cire Chana. Przy chrzcie zmieniła imię na Klara.
Rozpoczęła studia muzyczne w Konserwatorium Muzycznym w Pradze. Kontynuowała studia pianistyczne pod kier. Bolesława Domaniewskiego w Konserwatorium Towarzystwa Muzycznego w Krakowie. Ukończyła je ze srebrnym medalem. Była też uczennicą księżnej Marceliny Czartoryskiej.
W 1908 wraz ze skrzypkiem Stanisławem Giebułtowskim założyła Instytut Muzyczny w Krakowie i do śmierci pełniła obowiązki jego dyrektora. Uchodziła za wybitnego pedagoga. Występowała na koncertach, grała w zespołach kameralnych, akompaniowała.
Została pochowana na cmentarzu Rakowickim w Krakowie. 
Jej wnukiem jest Andrzej Warchałowski.